# オオケタデ
オオケタデ（大毛蓼、葒草、学名：Persicaria orientalis）は、ナデシコ目タデ科イヌタデ属の一年生草本。別名でオオベニタデ（大紅蓼）、ベニバナオオケタデ（紅花大毛蓼）ともよばれている。同じタデ属のイヌタデやオオイヌタデに似ているが、本種はそれらよりも大型で葉幅も広く、花の紅色が鮮やかである。

## 名称
和名オオケタデの名は、他のイヌタデ属（タデ）の植物に比べて大型で、草全体に細かい毛が密生していることに由来する。地方によって、ハブテコブラ、オオタデ、トウタデ、ホタルタデなどの地方名でもよばれている。花言葉は、「思いやり」「雄弁」である。別名のハプテコブラは、ポルトガル語に由来すると言われ、貝原益軒の『大和本草』にその記述が見られる。
種小名の orientalis は「東方の（中近東の）」、属名の Persicaria は「桃に似ている」という意味がある。
漢名の葒草は花が紅色であることから名付けられた。

## 分布・生育地
インド、マレーシア、中国など熱帯アジア・東南アジアの原産。インド、ヒマラヤ、中国、朝鮮半島、フィリピン、インドネシアなどに分布する。日本へは観賞用として江戸時代にアジアから渡来し、栽培されている。現在では野生化して北海道から沖縄まで分布し、河原や道端、空き地、土手、野原、荒れ地などに生えている。日当たりがよく、やや湿ったような場所を好む。畑のわきや、人家のまわり、水辺でも見られ、観賞用に栽培もされる。

## 特徴
大型の一年草で、茎は直立して草丈は1 - 2メートル (m) 、茎の太さは径3センチメートル (cm) にもなる。茎など全体に斜上する細かい毛が多く生えていて、この植物の名の由来になっている。葉は、緑色をしており、長さ10 - 25 cm、幅5 - 15 cmで卵形から広卵形、幅広で先は尖り、基部は円形または心形、両面に短毛が密生し、葉柄が長く互生する。側脈は10 - 20対あり、葉の裏側には腺点がある。鞘状の托葉は長さ0.8 - 2 cmで筒形になって茎を抱き、頂部（上縁）は緑色草質でしばしば葉状に広がっており、縁毛がある。
花期は夏から秋（8 - 11月ころ）で、茎が長く伸びて多数分枝した先には、イヌタデに似た花穂が穂状花序になってつく。花穂は、長さ2 - 12 cm、径1 - 1.5 cmで、直立または稲穂のように先が下垂し、米粒大の花が密になって多数つく。花被は淡紅色から濃桃色で、まれに白色がある。花被の長さは3 - 5ミリメートル (mm) 、花径は6 - 7 mmになり、花被（花びら）は花弁ではなく、萼片が5枚ある。雄しべは7本、まれに8本で花被と同じ長さ程度あり、花の中央に2本、その外側に花被の内面に沿って5本ある。雌しべは子房が円形で花柱は2裂する。
花後にできる果実は痩果で、長さ約3 mmの扁円形で黒褐色の果実が花被に包まれている。一年草であるが、前年生えていた場所に翌年生える。染色体数は2n=22。

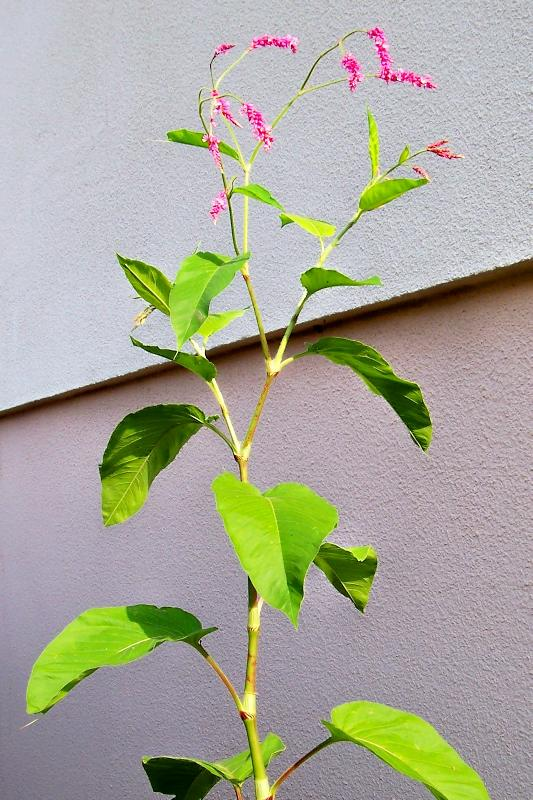
高さは2メートルにもなる。
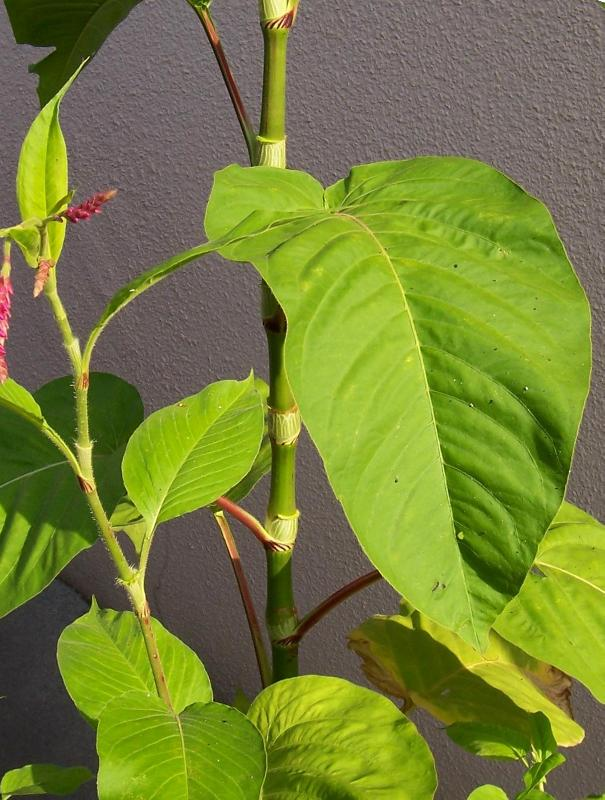
葉は卵形で幅広い。
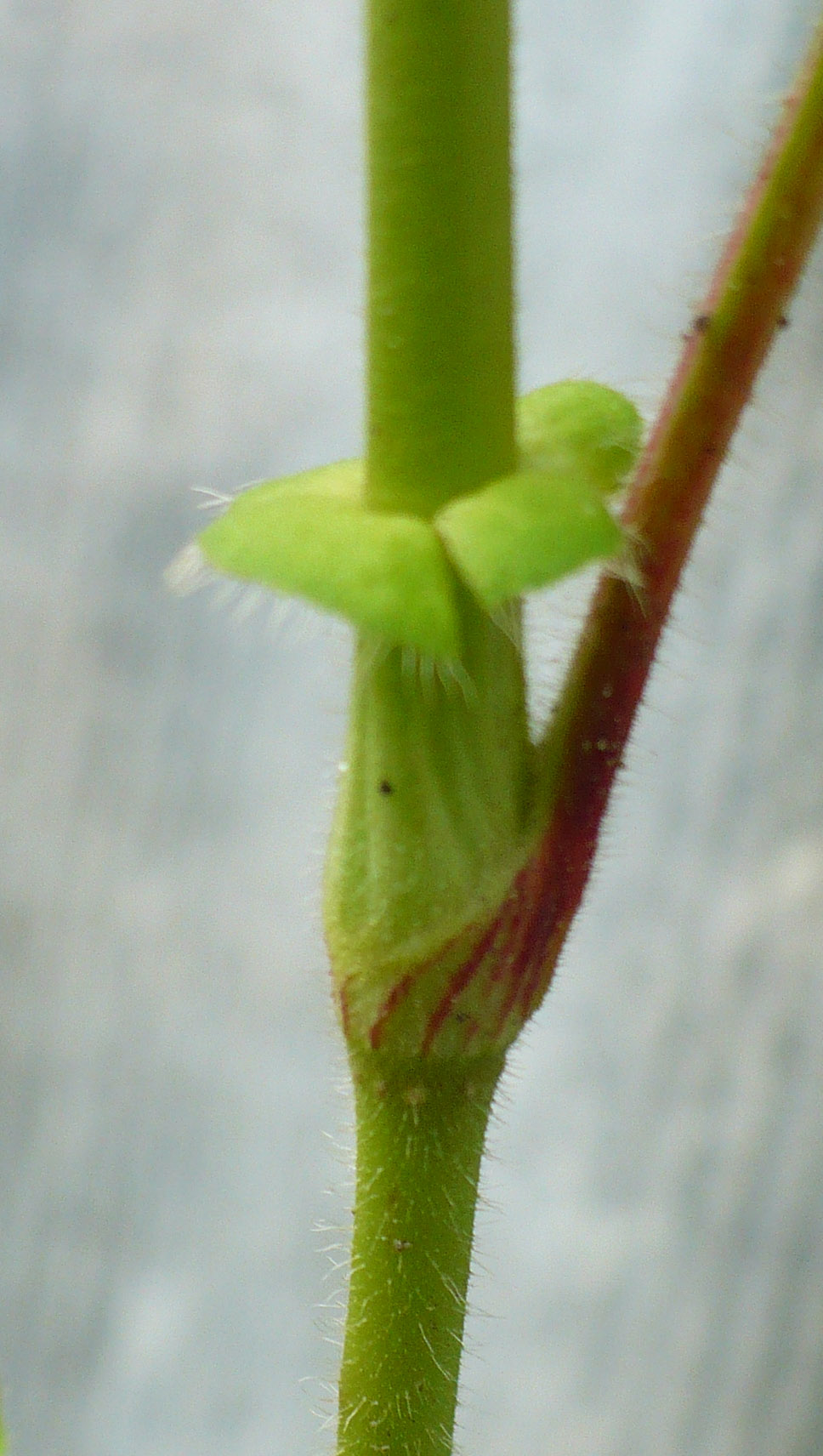
葉のつけ根に托葉がつく。
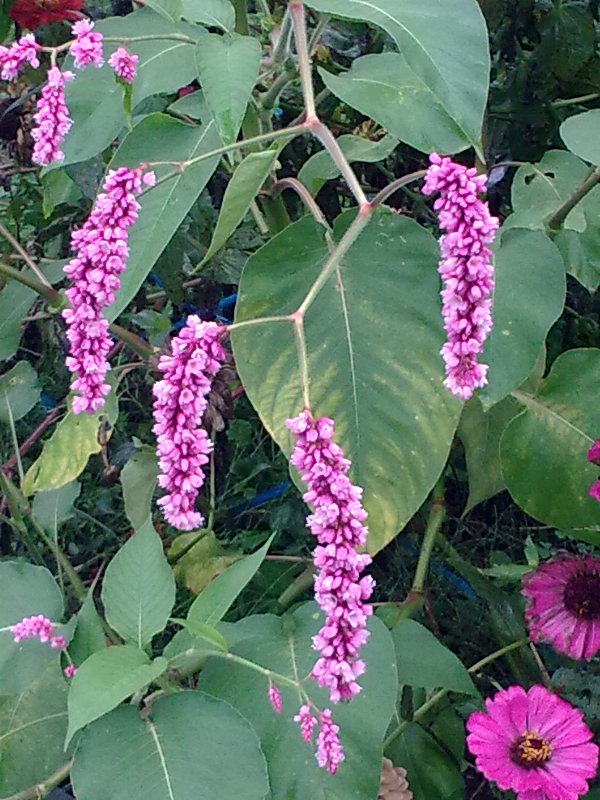
花穂
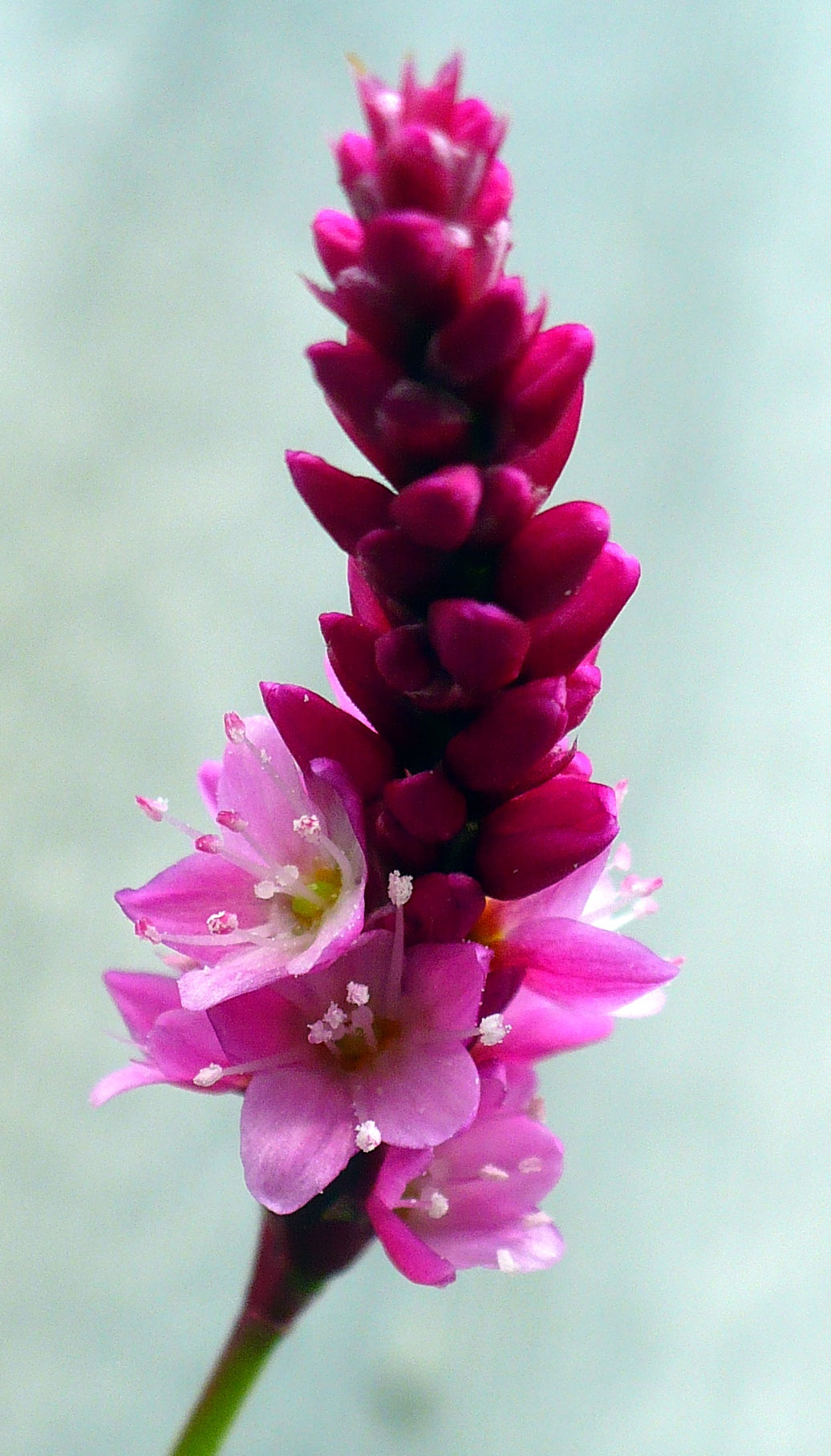
開花の様子。
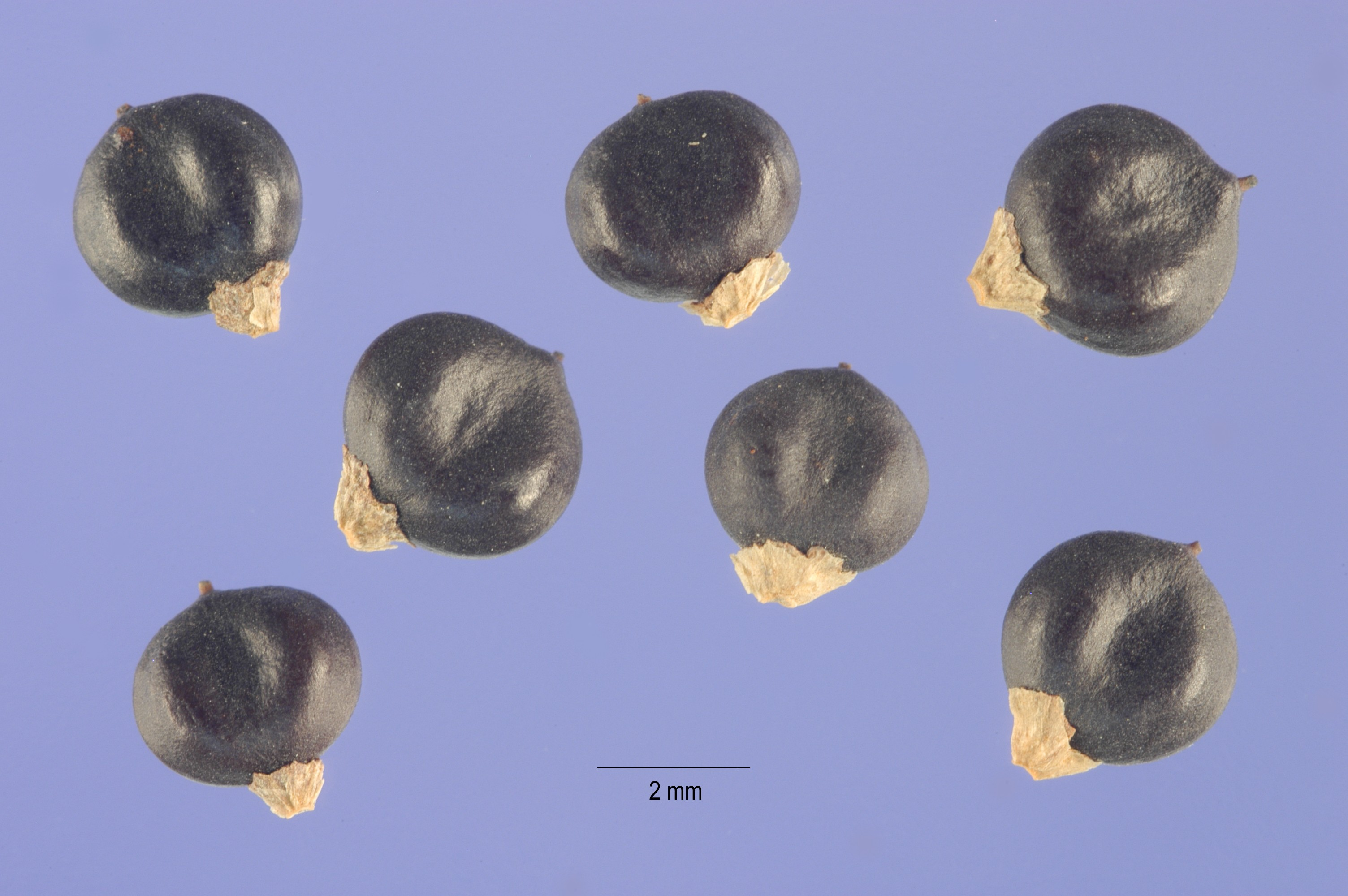
種子は偏平で黒い。

## 利用
観賞用に江戸時代から庭園に栽培されている。日本で栽培される系統は全体に毛が短く、花序が長く下垂して紅紫色であることから「オオベニタデ」として分けられることもあるが、原産地では変異が大きいことから区別が困難である。また、葉に斑が入った園芸品種もある。
生薬名はないが、かつて民間薬として生葉が外用された。毒虫さされのときに、必要に応じて柔らかい生葉を採取して、水洗いして揉んで汁をなすりつけると痛みが止まるといわれている。俗にマムシの毒を医すといわれるが、ウルシにかぶれたときに、葉の汁を塗れば優れた効き目があるといわれる。